# Boulavyn
La rivière Boulavyn (en ukrainien : Булавин ; en russe : Булавин, Boulavin) est un cours d'eau d'Ukraine, s'écoulant dans l'oblast de Donetsk, et l'une des rivières formatrices de la Krynka, près de ses sources. La Krynka est le principal affluent du fleuve côtier Mious, qui se jette ensuite dans la mer d'Azov.

## Géographie
La rivière Boulavyn prend sa source au sud-sud-est de la ville de Debaltseve, dans l'oblast de Donetsk. Elle s'écoule vers le sud-ouest, puis vers l'ouest. Elle passe au sud de la ville de Ienakiieve, la commune urbaine de Boulavynske, et rejoint la Krynka au niveau de la localité de Chtchebenka.